# Agressão sexual
Agressão sexual é um ato de abuso sexual no qual uma pessoa intencionalmente toca sexualmente outra pessoa sem o seu consentimento, ou coage ou força fisicamente a pessoa a se envolver em um ato sexual contra a sua vontade. Trata-se de uma forma de violência sexual que inclui abuso sexual infantil, apalpamento, estupro (penetração sexual forçada, por mais leve que seja), agressão sexual facilitada por drogas e a tortura da pessoa de maneira sexual.

## Definição
Geralmente, a agressão sexual é definida como contato sexual indesejado. O Centro Nacional para Vítimas de Crimes afirma:
A agressão sexual assume diversas formas, incluindo ataques como estupro ou tentativa de estupro, bem como qualquer contato ou ameaça sexual indesejada. Normalmente, ocorre quando alguém toca qualquer parte do corpo de outra pessoa de maneira sexual, mesmo através das roupas, sem o consentimento da pessoa.
Nos Estados Unidos, a definição de agressão sexual varia amplamente entre os estados. Contudo, na maioria deles a agressão sexual ocorre quando não há consentimento de uma das partes envolvidas. O consentimento deve ocorrer entre dois adultos que não estejam incapacitados e pode ser retirado a qualquer momento durante o ato sexual. A agressão sexual pode ser definida como a violação do consentimento de acordo com os padrões de igualdade substantiva ou igualdade formal.

## Tipos

### Abuso sexual infantil
Abuso sexual infantil é uma forma de abuso infantil na qual um adulto ou adolescente mais velho abusa de uma criança para estimulação sexual. Formas de abuso sexual infantil incluem solicitar ou pressionar uma criança a se envolver em atividades sexuais (independentemente do resultado), exposição indecente dos genitais para uma criança, exibição de pornografia para uma criança, contato sexual efetivo contra uma criança, contato físico com os genitais da criança, visualização dos genitais sem contato físico ou utilizar uma criança para produzir pornografia infantil. incluindo abuso sexual por transmissão ao vivo.
Os efeitos do abuso sexual infantil incluem depressão, transtorno de estresse pós-traumático, ansiedade, tendência à revitimização na idade adulta, lesões físicas na criança e aumento do risco de futuras perpetracões de violência interpessoal entre homens, entre outros problemas. A agressão sexual entre adolescentes tem demonstrado levar a pior desempenho escolar, aumento de problemas de saúde mental e exclusão social. O abuso sexual cometido por um membro da família é uma forma de incesto. É mais comum do que outras formas de agressão sexual contra uma criança e pode resultar em trauma psicológico mais sério e prolongado, especialmente no caso de incesto parental.
Aproximadamente 15 a 25 por cento das mulheres e 5 a 15 por cento dos homens foram abusados sexualmente quando eram crianças. A maioria dos agressores sexuais conhece suas vítimas. Aproximadamente 30 por cento dos perpetradores são parentes da criança – geralmente irmãos, irmãs, pais, mães, tios, tias ou primos. Cerca de 60 por cento são outros conhecidos, como amigos da família, babás ou vizinhos. Desconhecidos representam aproximadamente 10 por cento dos casos de abuso sexual infantil.
Estudos demonstraram que o dano psicológico é particularmente severo quando a agressão sexual é cometida por pais contra filhos, devido à natureza incestuosa da agressão. O incesto entre uma criança e um adulto relacionado foi identificado como a forma mais disseminada de abuso sexual infantil, com enorme potencial de causar danos à criança. Frequentemente, a agressão sexual contra uma criança não é denunciada pela própria criança por diversos motivos:
- as crianças são muito novas para reconhecer sua vitimização ou expressá-la em palavras
- foram ameaçadas ou subornadas pelo agressor
- sentem-se confusas por temer o agressor
- têm medo de que ninguém acredite nelas
- culpam a si mesmas ou acreditam que o abuso é um castigo
- sentem-se culpadas pelas consequências para o agressor[28]

Além disso, muitos estados criminalizaram o contato sexual entre professores ou administradores escolares e estudantes, mesmo que o estudante esteja acima da idade de consentimento.

### Violência doméstica
Violência doméstica é a violência ou outro abuso cometido por uma pessoa contra outra em ambiente doméstico, como no casamento ou na coabitação. Está fortemente correlacionada com a agressão sexual. O abuso doméstico pode ser emocional, físico, psicológico e financeiro, além de ser sexual. Alguns sinais de abuso sexual são semelhantes aos da violência doméstica.

### Agressão sexual a idosos
Cerca de 30 por cento das pessoas com 65 anos ou mais que sofrem agressão sexual nos EUA denunciam o fato à polícia. Os agressores podem incluir desconhecidos, cuidadores, filhos adultos, cônjuges e outros residentes da instituição, embora os perpetradores de agressão sexual a idosos sejam menos propensos a ser parentes da vítima do que os agressores de outros tipos de abuso a idosos.

### Apalpamento
O termo apalpamento é usado para definir o toque ou a manipulação do corpo de outra pessoa de forma sexual sem o seu consentimento. O apalpamento pode ocorrer sob ou sobre as roupas.

### Estupro
Fora do âmbito jurídico, o termo estupro (relação sexual ou outras formas de penetração sexual realizadas contra uma pessoa sem o seu consentimento) é frequentemente usado de forma intercambiável com agressão sexual. Embora intimamente relacionados, os dois termos são tecnicamente distintos na maioria das jurisdições. A agressão sexual geralmente inclui o estupro e outras formas de atividade sexual sem consentimento.
Abbey et al. afirmam que as vítimas do sexo feminino têm muito mais probabilidade de serem agredidas por alguém conhecido, como um amigo, colega de trabalho, parceiro(a) de namoro, ex-namorado ou marido, ou outro parceiro íntimo, do que por um completo desconhecido. Em um estudo sobre os tratamentos em salas de emergência para estupro, Kaufman et al. afirmaram que as vítimas masculinas, como grupo, sofreram mais trauma físico e eram mais propensas a terem sido vítimas de múltiplas agressões por diversos agressores. Também foi constatado que as vítimas masculinas eram mantidas em cativeiro por períodos mais longos.
Nos EUA, o estupro é um crime cometido principalmente contra os jovens. Uma pesquisa telefônica nacional sobre violência contra as mulheres, conduzida pelo National Institute of Justice e pelos Centers for Disease Control and Prevention, constatou que 18% das mulheres entrevistadas já haviam experimentado um estupro consumado ou tentado em algum momento de suas vidas. Dessas, 22% tinham menos de 12 anos e 32% estavam entre 12 e 17 anos quando foram estupradas pela primeira vez.
No Reino Unido, a tentativa de estupro, conforme o Criminal Attempts Act 1981, é considerada uma ofensa sexual na seção 31(1) do Criminal Justice Act 1991.
A remoção de um preservativo durante a relação sem o consentimento do parceiro sexual, conhecida como stealthing, pode ser considerada agressão sexual ou estupro em algumas jurisdições.

### Assédio sexual
O assédio sexual é intimidação, bullying ou coerção de natureza sexual. Também pode ser definido como a promessa indesejada ou inapropriada de recompensas em troca de favores sexuais. A definição legal e social do que constitui assédio sexual varia amplamente conforme a cultura. Engloba uma gama de comportamentos que vão desde transgressões aparentemente leves até formas graves de abuso. Algumas dessas formas se sobrepõem à agressão sexual.
Nos Estados Unidos, o assédio sexual é considerado uma forma de discriminação que viola o Título VII da Lei dos Direitos Civis de 1964. Segundo a Equal Employment Opportunity Commission (EEOC): "Avanços sexuais indesejados, pedidos de favores sexuais e outros comportamentos verbais ou físicos de natureza sexual constituem assédio sexual quando a submissão ou rejeição a tais comportamentos afeta, de forma explícita ou implícita, o emprego de um indivíduo, interfere de maneira irrazoável no seu desempenho ou cria um ambiente de trabalho intimidador, hostil ou ofensivo."
Nos Estados Unidos:
- 79% das vítimas são mulheres, 21% são homens
  - 51% são assediadas por um supervisor
  - Os setores de Negócios, Comércio, Bancário e Financeiro concentram os maiores índices de assédio sexual
  - 12% receberam ameaças de demissão caso não atendam às solicitações
- 26.000 pessoas nas forças armadas foram agredidas em 2012[18]
  - 302 dos 2.558 casos levados adiante pelas vítimas foram processados
  - 38% dos casos foram cometidos por pessoas de patente superior
- O assédio sexual é uma forma de discriminação de gênero que viola o Título VII da Lei dos Direitos Civis de 1964.
  - Título VII da Lei dos Direitos Civis de 1964 é uma lei federal que proíbe empregadores de discriminar funcionários com base em gênero, raça, cor, origem nacional e religião. Aplica-se, geralmente, a empregadores com 15 ou mais empregados, abrangendo governos federal, estadual e local, além de faculdades, universidades, agências de emprego e sindicatos.[19]
  - "Será prática de emprego ilegal para um empregador... discriminar qualquer indivíduo em relação à sua remuneração, termos, condições ou privilégios de emprego, por causa da raça, cor, religião, gênero ou origem nacional desse indivíduo."[20]

### Agressão sexual em massa
A agressão sexual em massa ocorre em locais públicos e em meio a multidões. Envolve um grande grupo de pessoas cercando e agredindo o outro gênero e praticando condutas como apalpamento, penetração manual e frottagem, mas geralmente sem chegar ao estupro peniano.

## Prevenção

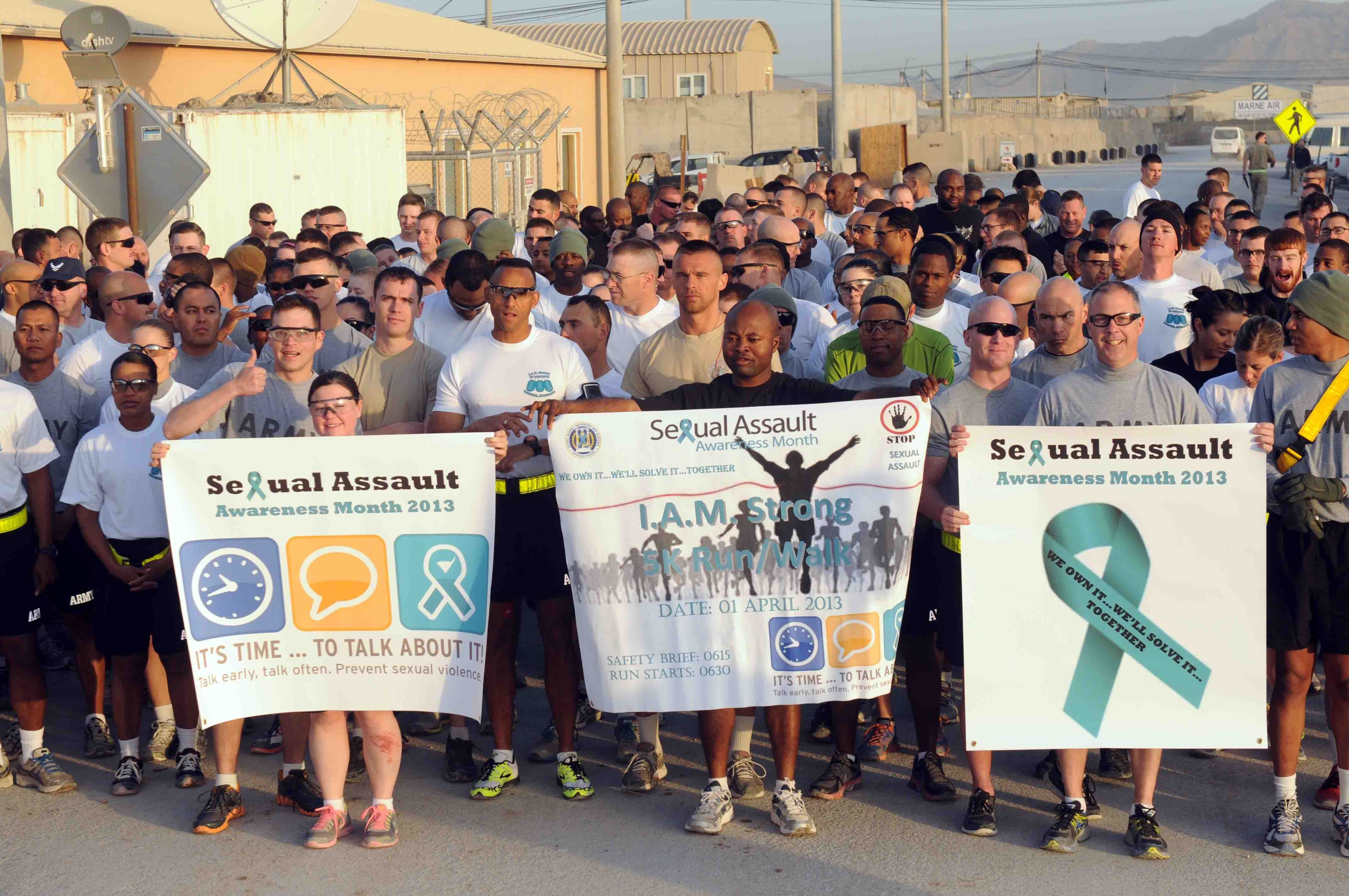
Tropas dos EUA no Afeganistão participam de uma corrida de 5 km durante o Mês de Conscientização sobre Agressão Sexual

O assédio e a agressão sexual podem ser prevenidos por meio de programas em ensino médio, em faculdades, no ambiente de trabalho e por meio de programas de educação pública. Pelo menos um programa voltado para homens de fraternidade produziu "mudanças comportamentais sustentadas". Estudos mostram que campanhas criativas com slogans e imagens impactantes que promovem o consentimento são ferramentas eficazes para aumentar a conscientização sobre agressão sexual no ambiente universitário e questões correlatas.
Vários programas de prevenção do estupro baseados em pesquisa foram testados e verificados por meio de estudos científicos. Os programas com os dados empíricos mais consistentes incluem:
O Programa para Homens e Mulheres, também conhecido como os programas One in Four, foi escrito por John Foubert. Ele foca em aumentar a empatia em relação às sobreviventes de estupro e motivar as pessoas a intervir como espectadores em situações de agressão sexual. Dados publicados mostram que indivíduos de alto risco que participaram do programa cometeram 40% menos atos de coerção sexual do que aqueles que não o fizeram, além de atos oito vezes menos graves que os de um grupo de controle. Pesquisas adicionais indicam que os participantes relataram maior eficácia para intervir e maior disposição para ajudar como espectadores após o programa.
O programa Bringing in the Bystander foi escrito por Victoria Banyard. Seu foco é identificar quem são os espectadores, quando eles ajudaram e como intervir como tal em situações de risco. O programa inclui um breve componente de indução de empatia e um compromisso de intervir no futuro. Vários estudos demonstram resultados favoráveis, como aumento da eficácia dos espectadores, maior disposição para intervir e diminuição da aceitação dos mitos sobre o estupro.
O MVP: Mentores na Prevenção da Violência, escrito por Jackson Katz, foca na discussão de um espectador masculino que não interveio quando uma mulher estava em perigo, enfatizando a necessidade de homens serem espectadores ativos, em vez de apenas observarem. A maior parte da apresentação concentra-se na análise de cenários hipotéticos. Os resultados relatados incluem níveis menores de sexismo e maior crença na capacidade dos participantes de prevenir a violência contra as mulheres.
O programa Green Dot, escrito por Dorothy Edwards, combina discursos motivacionais e educação entre pares voltados à intervenção do espectador. Seus resultados indicam que a participação está associada à redução da aceitação dos mitos sobre o estupro e ao aumento da intervenção dos espectadores.
A cidade de Edmonton, no Canadá, iniciou uma campanha de educação pública voltada para potenciais agressores. Cartazes em banheiros de bares e centros de transporte público lembravam os homens de que "Não é sexo quando ela está embriagada" e "Não é sexo quando ele muda de ideia". A campanha foi tão eficaz que se espalhou para outras cidades. "O número de agressões sexuais denunciadas caiu 10% no ano passado em Vancouver, após os anúncios serem exibidos pela cidade. Foi a primeira vez em vários anos que se observou uma redução na atividade de agressão sexual."
O presidente Barack Obama e o vice-presidente Joe Biden lançaram, em setembro de 2014, uma campanha nacional contra a agressão sexual intitulada "It's on us". A campanha inclui dicas para prevenir agressões sexuais, além de um amplo conjunto de compromissos privados e públicos para promover uma mudança cultural, com foco no ativismo estudantil, visando a conscientização e a prevenção em todo o país. UC Berkeley, NCAA e Viacom anunciaram publicamente sua parceria.
Além disso, o CODIS verifica se a amostra de um crime qualificado – o DNA coletado de um infrator – também pertence a uma agressão sexual. Caso uma pessoa tenha cometido delitos sexuais anteriormente, esse sistema pode revelar um padrão de ofensa sexual serial. Utilizar o CODIS para comparar testes de kits de estupro acumulados pode prevenir futuras agressões sexuais.

## Efeitos

### Efeitos emocionais e psicológicos
Além dos traumas físicos, o estupro e outras agressões sexuais frequentemente resultam em efeitos emocionais de longo prazo, especialmente em vítimas infantis. Esses efeitos podem incluir, mas não se limitam a: negação, desamparo aprendido, genofobia (medo de sexo), raiva, autoculpa, ansiedade, vergonha, pesadelos, medo, depressão, flashbacks, culpa, racionalização, oscilações de humor, entorpecimento, hipersexualidade, solidão, ansiedade social, dificuldade em confiar em si mesmo ou nos outros, e dificuldade de concentração.
A agressão sexual aumenta o risco de um indivíduo desenvolver psicopatologia. Está fortemente relacionada ao desenvolvimento de tendências suicidas e transtornos relacionados a traumas (incluindo transtorno de estresse pós-traumático), bem como ao surgimento de transtorno bipolar e transtorno obsessivo-compulsivo. Experimentar agressão sexual também aumenta o risco de desenvolver transtorno de ansiedade, transtorno depressivo maior, transtorno alimentar, dependência ou outras psicopatologia. Indivíduos que desenvolvem transtornos psicológicos após a agressão sexual apresentam maior frequência e gravidade dos sintomas em comparação com aqueles que não sofreram agressão.
Família e amigos das vítimas de agressão sexual sofrem cicatrizes emocionais, como um forte desejo de vingança, a vontade de "resolver" o problema e/ou seguir em frente, e a racionalização de que "não foi tão ruim assim".

### Efeitos físicos
Embora a agressão sexual, incluindo o estupro, possa resultar em trauma físico, muitas pessoas que a sofrem não apresentam lesões visíveis. Mitos sobre o estupro sugerem que a vítima estereotipada de violência sexual é uma jovem machucada e maltratada. A questão central em muitos casos de estupro ou agressão sexual é se ambas as partes consentiram à atividade ou se tinham capacidade para tal. Assim, o uso de força física que resulta em lesões visíveis nem sempre ocorre. Esse estereótipo pode ser prejudicial, pois pessoas que sofrem agressão sexual sem apresentar traumas físicos podem ficar menos inclinadas a denunciar ou buscar assistência médica. Contudo, mulheres que sofreram estupro ou violência física por um parceiro tendem a relatar dores de cabeça frequentes, dores crônicas, dificuldade para dormir, limitação de atividades, má saúde física e mental com mais frequência do que aquelas que não sofreram violência.

### Efeitos econômicos
Devido ao estupro ou à agressão sexual, ou mesmo à ameaça destes, há diversos impactos sobre a renda e o comércio em nível macroeconômico. Excluindo o abuso infantil, cada estupro ou agressão sexual acarreta US$ 5.100 em perdas tangíveis (produtividade perdida, cuidados médicos e de saúde mental, serviços de polícia/bombeiros e danos à propriedade) e US$ 81.400 em perda de qualidade de vida. Essa questão foi abordada no Supremo Tribunal dos Estados Unidos. Em sua opinião divergente no caso U.S. v. Morrison, o juiz Souter explicou que 75% das mulheres nunca vão sozinhas ao cinema à noite e quase 50% evitam o transporte público por medo de estupro ou agressão sexual. Ainda, foi afirmado que menos de 1% das vítimas recebem indenizações e 50% das mulheres perdem seus empregos ou se demitem após o trauma. O tribunal decidiu no caso U.S. v. Morrison que o Congresso não tinha autoridade para promulgar parte da Violence Against Women Act por não ter impacto direto no comércio. A Cláusula de Comércio do Artigo I, Seção VII da Constituição dos EUA confere autoridade ao governo federal em questões de comércio interestadual, impossibilitando que a vítima processe seu agressor em Tribunal Federal.
A agressão sexual também gera efeitos econômicos adversos para os sobreviventes em nível individual. Por exemplo, muitos necessitam de afastamento do trabalho e enfrentam taxas elevadas de desemprego. Sobreviventes de estupro por parceiro íntimo perdem, em média, US$ 69 por dia devido ao tempo não remunerado. A agressão sexual também está associada a diversas consequências negativas no emprego, como tempo não remunerado, desempenho reduzido, perda de emprego e incapacidade para trabalhar, levando a menores rendimentos para os sobreviventes.
A capacidade de testar kits de agressão sexual acumulados e enviar os resultados para o CODIS é economicamente vantajosa, pois reduz os custos associados ao crime ao investir na testagem de evidências.

## Tratamento das vítimas
No pronto-socorro, medicamentos contraceptivos de emergência são oferecidos a mulheres estupradas por homens, pois cerca de 5% desses estupros resultam em gravidez. Medicamentos preventivos contra infecções sexualmente transmissíveis são administrados a vítimas de todos os tipos de agressão sexual (especialmente para doenças comuns como clamídia, gonorreia, tricomoníase e vaginose bacteriana), e é coletado um soro sanguíneo para testar ISTs (como HIV, hepatite B e sífilis). Qualquer sobrevivente com abrasões recebe imunização contra o tétano se já se passaram cinco anos desde a última vacina. Tratamento de curto prazo com um benzodiazepínico pode ajudar na ansiedade aguda, enquanto antidepressivos podem ser úteis para sintomas de TEPT, depressão e ataques de pânico. A dessensibilização e reprocessamento por movimento dos olhos (EMDR) também foi proposto como tratamento psiquiátrico para vítimas de agressão sexual. No que diz respeito ao tratamento psicológico de longo prazo, a terapia de exposição prolongada foi testada como método de tratamento do TEPT em vítimas de abuso sexual.

## Maus-tratos às vítimas
Após a agressão, as vítimas podem se tornar alvo de estigmatização associada à promiscuidade e de ciberbullying. Além disso, sua credibilidade pode ser questionada. Durante os processos criminais, proibição de publicaçãos e leis de proteção a vítimas de estupro podem ser aplicadas para protegê-las do escrutínio público excessivo. Respostas sociais negativas às divulgações de agressão sexual podem levar ao desenvolvimento de sintomas de transtorno de estresse pós-traumático. O isolamento social, após a agressão, pode reduzir a autoestima da vítima e diminuir a probabilidade de rejeitar avanços sexuais indesejados futuramente. As vítimas já passaram por uma agressão traumática, o que pode ser agravado pela relutância das autoridades em avançar no processo de testes forenses, devido a noções pré-concebidas acerca da disposição das vítimas em cooperar com a investigação.

## Prevalência

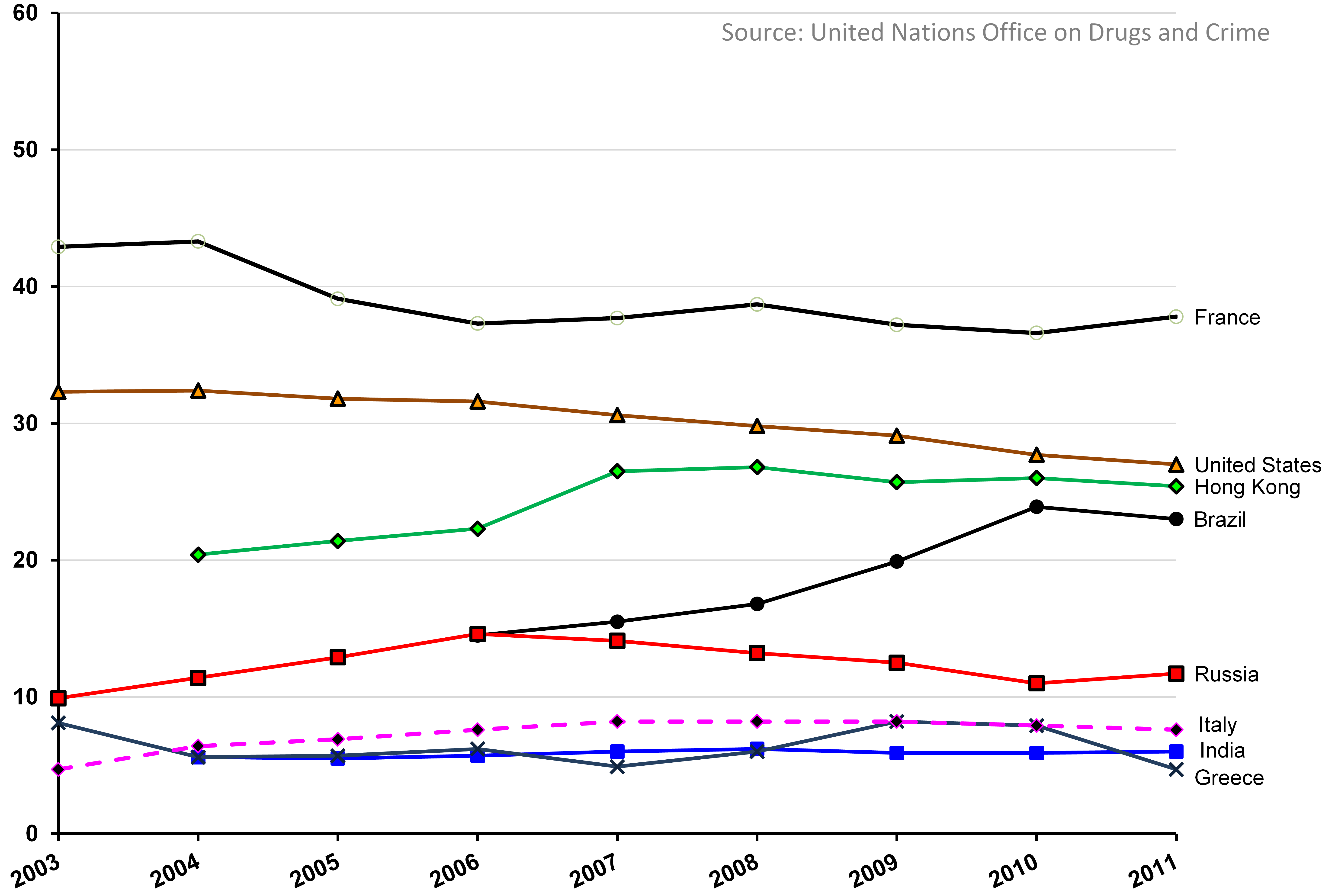
Estupros/agressões sexuais por 100.000 habitantes em oito países (ONU)

Um relatório das Nações Unidas compilado a partir de fontes governamentais mostrou que mais de 250.000 casos de estupro ou tentativa de estupro foram registrados anualmente pela polícia. Os dados abrangiam 65 países.